# Municipio de Crooked Creek (Minnesota)
El municipio de Crooked Creek (en inglés: Crooked Creek Township) es un municipio ubicado en el condado de Houston en el estado estadounidense de Minnesota. En el año 2010 tenía una población de 285 habitantes y una densidad poblacional de 3,26 personas por km².

## Geografía
El municipio de Crooked Creek se encuentra ubicado en las coordenadas 43°35′56″N 91°19′35″O / 43.59889, -91.32639. Según la Oficina del Censo de los Estados Unidos, el municipio tiene una superficie total de 87.55 km², de la cual 80,91 km² corresponden a tierra firme y (7,58 %) 6,64 km² es agua.

## Demografía
Según el censo de 2010, había 285 personas residiendo en el municipio de Crooked Creek. La densidad de población era de 3,26 hab./km². De los 285 habitantes, el municipio de Crooked Creek estaba compuesto por el 99,3 % blancos, el 0,35 % eran afroamericanos, el 0,35 % eran asiáticos. Del total de la población el 0,35 % eran hispanos o latinos de cualquier raza.